# Stygiomysis major
Stygiomysis major är en kräftdjursart som beskrevs av Bowman 1976. Stygiomysis major ingår i släktet Stygiomysis och familjen Stygiomysidae. Inga underarter finns listade i Catalogue of Life.